# 메르쿠리케라톱스
메르쿠리케라톱스(Mercuriceratops)는 백악기 후기 (샹파뉴절) 캐나다의 앨버타 주와 미국의 몬태나 주에서 발견되는 케라톱스과 카스모사우루스아과 공룡의 멸종한 한 속이다. 이 속에 속하는 유일한 종은 메르쿠리케라톱스 게미니(Mercuriceratops gemini) 로 거의 동시대의 단면인 주디스리버 층의 상부와 공룡공원 층의 하부에서 발견된 두 개의 비늘뼈가 발견된 표본의 전부이다. 메르쿠리케라톱스는 캐나다에서 발견된 가장 오래된 카스모사우루스아과이며 캐나다와 미국을 통틀어 최초로 마스트리흐트절 이전에 발견된 케라톱스과 공룡이다.